# Kyoko Yano
Kyoko Yano (矢野喬子, Yano Kyōko, nascida em 3 de junho de 1984) é uma futebolista japonesa que atua como zagueira. Atualmente defende o Urawa Red Diamonds Ladies.

## Carreira
Yano fez parte do elenco da Seleção Japonesa de Futebol Feminino, nas Olimpíadas de 2004, 2008 e 2012. E no mundial de 2011.

## Títulos
Japão
- Mundial: 2011